# Philip Oakey
Philip Oakey (Hinckley, Leicestershire, 2 de outubro de 1955) é um músico inglês conhecido por ser um dos pioneiros da música eletrônica desde 1977, como vocalista do grupo The Human League.

## The Human League
Em 1977, sem saber música, Philip Oakey foi recrutado por Martyn Ware e Ian Craig Marsh quando Adi Newton deixou o trio chamado The Future. Esta banda se caracterizava por usar apenas sintetizadores analógicos. Desta forma, Philip Oakey assumiu o vocal do grupo em meados de 1977.
Ao final deste mesmo ano, decidiram renomear o grupo para The Human League. A partir de então o The Human League mudou de formação inúmeras vezes, sendo que os fundadores Ware e Marsh saíram em 1980. No entanto, Oakey sempre se manteve à frente do grupo até hoje.
The Human League é considerada uma das bandas pioneiras no uso de sintetizadores e tem vários clássicos como Human e Heart Like a Wheel; e alguns foram co-escritos por Oakey como Don't You Want Me e (Keep Feeling) Fascination.

## Colaborações
Em 1985, se uniu ao ícone da música disco Giorgio Moroder para gravar um disco, do qual se destaca a música Together in Electric Dreams, que logo foi incluída nos shows do The Human League.